# Bonyhád
Bonyhád [ˈboɲhaːd] (deutsch Bonnhard) ist eine ungarische Stadt im gleichnamigen Kreis im Komitat Tolna. 15 Prozent der Einwohner gehören zur Volksgruppe der Ungarndeutschen.

## Geografische Lage
Bonyhád ist das wirtschaftliche, kulturelle und Verwaltungszentrum des gleichnamigen Kreises. Die Stadt liegt in der Nähe des Mecsekgebirges, 14 Kilometer südwestlich des Komitatssitzes Szekszárd und 34 Kilometer nordöstlich der Großstadt Pécs.
Größere Orte der näheren Umgebung im Umkreis von etwa 30 Kilometern sind Bátaszék (Komitat Tolna), Decs, Kakasd, Komló, Lengyel, Magyaregregy, Mecseknádasd, Murga, Nagypall, Óbánya, Pécs, Pécsvárad, Sióagárd, Szászvár, Szedres, Tolna, Szekszárd, Zengővárkony und Zomba.

## Name
Der Name geht entweder auf Bony (mooriger, wässriger Ort) oder auf den Herzog Bonyha aus der Zeit der Árpáden zurück.

## Geschichte
Bonyhád erhielt im Jahr 1782 von Kaiser Joseph II. den Rang des Marktfleckens und wurde zum Zentrum der Region. Im Zeitalter des Feudalismus entwickelte sich die Wirtschaft unter anderem durch das Bonyháder Rind, die Emaillefabrik (seit 1909) und die Schuhfabrik (seit 1917). Auch seine vielen Schulen haben Bonyháds regionale Bedeutung gesteigert.

## Städtepartnerschaften
- Borsec in Rumänien, seit 2013
- Hochheim am Main in Deutschland, seit 1997
- Jastrowie in Polen, seit 2005
- Pančevo in Serbien, seit 2010
- Siculeni in Rumänien, seit 2016
- Treuchtlingen in Deutschland, seit 2011
- Tvrdošovce in der Slowakei, seit 1998
- Wernau (Neckar) in Deutschland, seit 1989

## Bauwerke und Einrichtungen

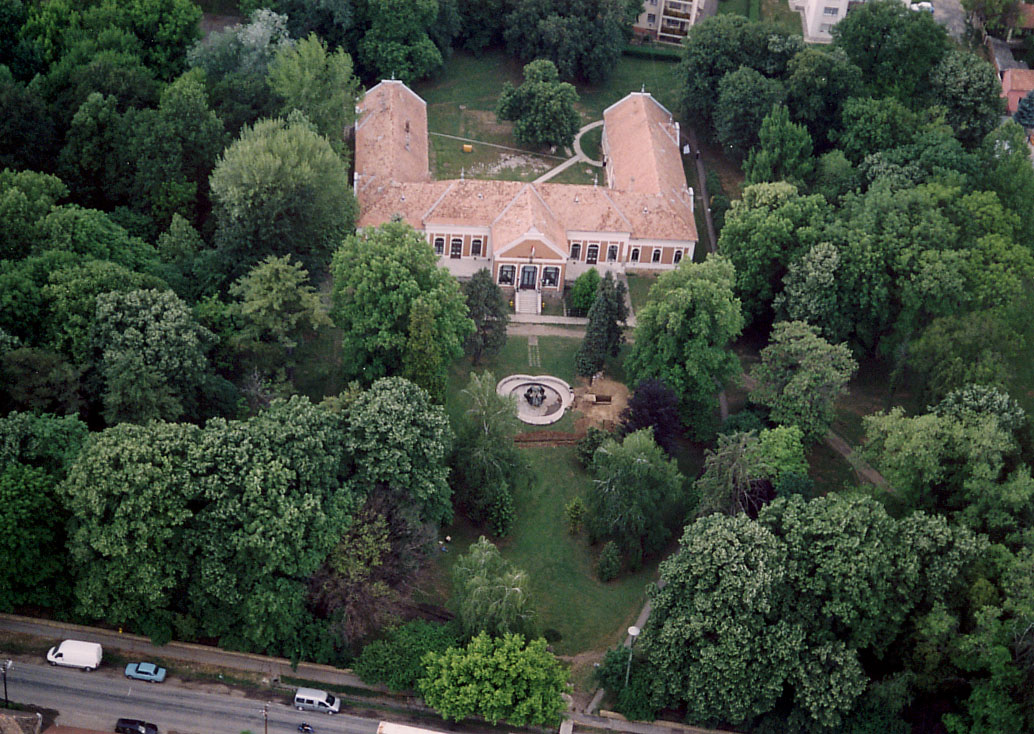
Luftaufnahme: Bonyhád – Schloss

Im Ort befinden sich eine römisch-katholische und eine evangelische Kirche, die Alte Synagoge der neologen Gemeinde von 1795, eine ehemalige Synagoge der orthodoxen Gemeinde von 1924, die Krypta der Familie Ermel-Vojnits und einige Kapellen. Zum Ort gehört auch der Ortsteil Börzsöny. Außerdem gibt es ein Museum der Region Völgység und ein Feuerwehrmuseum, das „schwäbische“ Zimmer im Haus der Ungarndeutschen (Donauschwaben), eine Ausstellung zur Geschichte der Emailleproduktion, die Stadtbibliothek „Imre Solymár“ und das nach Mihály Vörösmarty benannte Jugend- und Kulturzentrum.

## Kultur
Die donauschwäbischen Traditionen und die deutsche Sprache werden noch heute gepflegt, so erscheinen im Ort die deutschsprachigen Bonnharder Nachrichten.

## Söhne und Töchter der Stadt
- Mór Perczel (1811–1899), Revolutionsgeneral und Politiker
- Béla Perczel (1819–1888), Politiker und Richter
- Ferenc Virág (1869–1958), Prälat und Komitatsbischof von Pécs
- Heinrich Mühl (1901–1963), deutscher Politiker
- Ladislau Bonyhádi (1923–1997), rumänischer Fußballspieler
- Lily Ebert (1923–2024), ungarisch-britische Holocaustüberlebende
- László Balogh (1954–1973), Todesopfer an der innerdeutschen Grenze
- Lajos Erős (* 1964), Boxer
- Luca Szekerczés (* 1994), Handballspielerin